# Izlandi Tanulmányok Árni Magnússon Intézete
Az Izlandi Tanulmányok Árni Magnússon Intézete (izlandi nyelven: Stofnun Árna Magnússonar í íslenskum fræðum) az izlandi nyelv és irodalom akadémiai szintű kutatásának, tanulmányozásának állami intézete Reykjavíkban az izlandi oktatási, tudományos és kulturális minisztérium égisze alatt. Egyik fő feladata a többek a között az izlandi sagákat, valamint a Landnámabókot és az Íslendingabókot tartalmazó középkori izlandi kéziratok őrzése, a gyűjtemény ápolása és lehetőség szerinti bővítése. Az intézet nevét Árni Magnússonról, az izlandi kéziratok 17-18. században élt gyűjtőjéről kapta.
Elődje az Árni Magnússon Intézet volt (Stofnun Árna Magnússonar), ami csak a kéziratok őrzésével és tanulmányozásával foglalkozott. Ezt az intézményt egyesítették 2006-ban az Izlandi Nyelv Intézetével és más kulturális intézményekkel az Izlandi Tanulmányok Árni Magnússon Intézetének létrehozásakor.

## Története

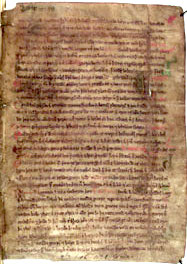
A Landnáma kéziratának egy lapja

Amikor 1904-ben Izland visszanyerte jogát saját belső ügyeinek intézésére, az izlandi parlament, az Alþingi felkérte a dán kormányt, hogy az Árni Magnússon által összegyűjtött, latinosan és nemzetközileg Arnamagnæan Manuscript Collection néven ismert gyűjtemény legalább egy részét juttassa vissza Izlandra. Csak 1927-28-ban került arra sor, hogy négy kézirat és mintegy 700 különböző oklevél és egyéb jogi dokumentum eljusson a reykjavíki nemzeti levéltárba. 1962-ben ezek számára egy külön intézményt alapítottak Handritastofnun Íslands (Izlandi Kézirat Intézet) néven. Tíz évvel később, amikor komolyabb méretekben megkezdődött az izlandi kéziratok visszaszolgáltatása Koppenhágából, az intézet felvette Árni Magnússon nevét.
Az intézet a 21. század elején az izlandi egyetem ugyancsak Árniról elnevezett épületében (Árnagarður) található, Reykjavíkban.

## Kéziratok
Az intézet által őrzött legfontosabb kéziratok a következők:
- AM 113 fol (Íslendingabók)
- AM 371 4to (Landnámabók)
- AM 738 4to
- GKS 1005 fol (Flateyjarbók)
- GKS 2365 4to (Codex Regius, a Edda-énekek)
- GKS 2367 4to (Codex Regius, a Snorra-Edda)
- SÁM 66

## Fordítás
- Ez a szócikk részben vagy egészben a Árni Magnússon Institute for Icelandic Studies című angol Wikipédia-szócikk ezen változatának fordításán alapul.  Az eredeti cikk szerkesztőit annak laptörténete sorolja fel. Ez a jelzés csupán a megfogalmazás eredetét és a szerzői jogokat jelzi, nem szolgál a cikkben szereplő információk forrásmegjelöléseként.